# 洛倫高
洛倫高 （Lorengau），馬努斯島東北部城鎮，為巴布亞紐幾內亞馬努斯省的省會。人口5,829人(2000年)

## 歷史
在第二次世界大戰期間，日本於1942年4月未遭抵抗地佔領洛倫高，並建立基地與飛機跑道。1944年2月，美國與澳大利亞軍隊發動一場為時六週的戰役奪回設施，並於5月18日佔領洛倫高。
美國擴建日本的基地並建造巨大的海軍設施於Lombrum附近。在莫莫特建造一條能夠起降龐大轟炸機的飛機跑道，使其能夠進犯菲律賓。
2°01′15″S 147°16′00″E / 2.0208°S 147.2667°E